# Alessandro Cesati
Alessandro Cesati (Cipro, ... – Cipro, XVI secolo) è stato un medaglista e incisore italiano, del Rinascimento attivo a Roma dal 1538 al 1564.

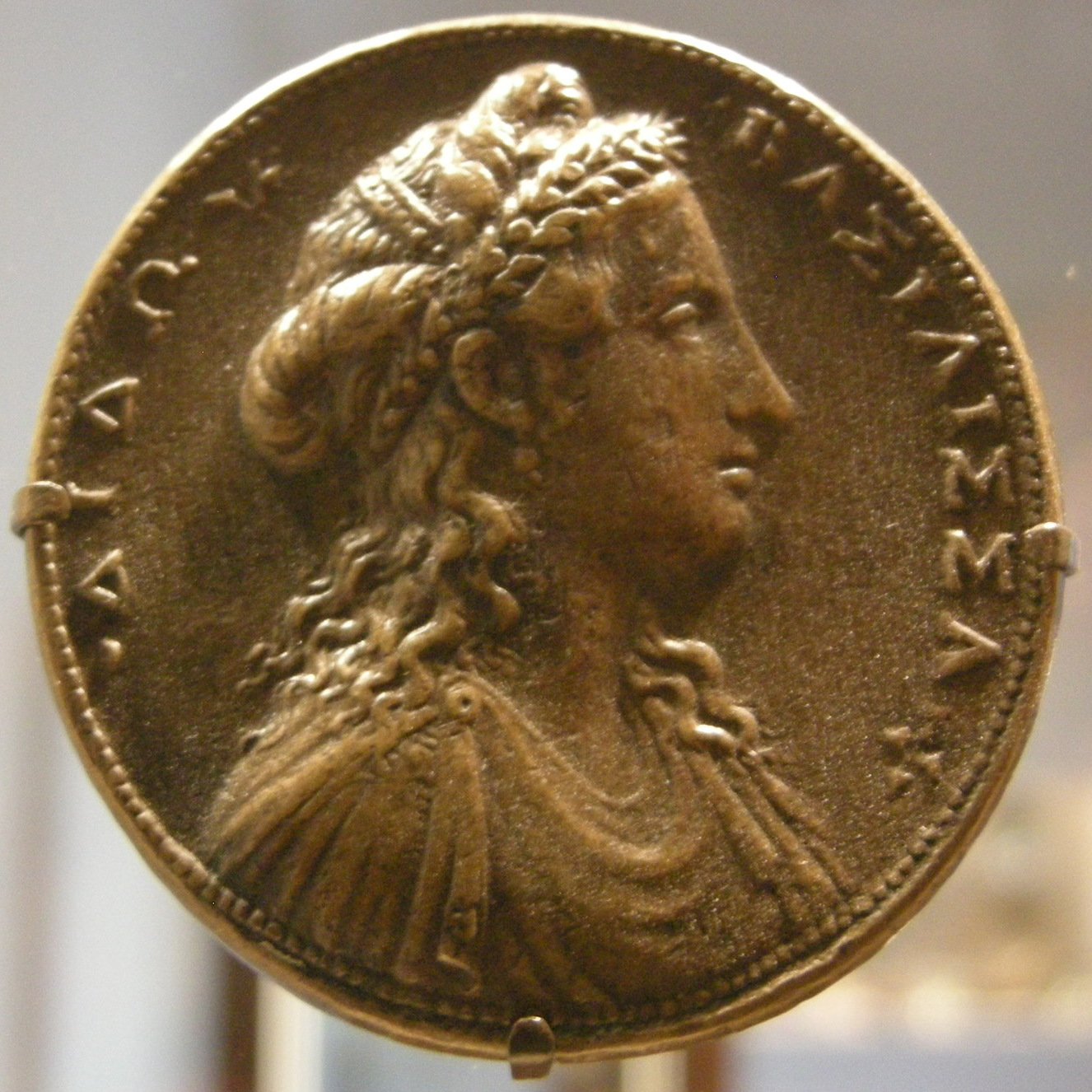
Didone regina di Cartagine (1550), medaglia di Alessandro Cesati nella National Gallery of Art

Fu maestro nella Zecca Pontificia dal 1540 al 1561. Operò anche nel campo della glittica. Già ai suoi tempi era annoverato tra i sommi artisti del suo genere.

## Biografia
Alessandro Cesati, detto il Greco o anche Grechetto dal suo luogo d'origine Cipro, dove nacque in data imprecisata nei primi anni del XVI secolo, venne giovanissimo a lavorare in Italia dove conobbe il collezionista di monete antiche Annibal Caro che lo introdusse alla corte pontificia dei Farnese.
Dal 1540 al 1561 fu maestro della Zecca Pontificia di Roma dove svolse la maggior parte della sua prolifica attività di incisore di pietre dure, cammei e conii per monete e medaglie, senza per questo rinunciare a incarichi prestigiosi per altri esponenti della potente famiglia Farnese.
Il Vasari, nelle sue Vite, lo annovera tra i maggiori esponenti della glittica e della medaglistica rinascimentale lodato con una iperbole perfino da Michelangelo Buonarroti.
Nel 1564 ritornò a Cipro dove probabilmente morì poco tempo dopo.

## Opere citate dal Vasari

### Medaglie
- ritratto di Paolo III, nel rovescio Alessandro Magno
- ritratto di Giulio III per l'Anno Santo del 1550
- ritratto di Pierluigi Farnese, duca di Castro – opera perduta
- ritratto di Ottavio Farnese, figlio di Pierluigi – opera perduta
- ritratto del cardinale Alessandro Farnese

### Cammei
- corniola del re Arrigo di Francia – opera perduta
- cammeo di una femmina ignuda – opera perduta
- cammeo di un leone con putto - opera perduta
- testa di Focione ateniese - al British Museum di Londra